# Asni
Asni är en ort i Marocko.   Den ligger i regionen Marrakech-Safi, 300 km söder om huvudstaden Rabat.